# Мухасан (нохія)
Мухасан (араб. ناحية موحسن‎‎) — нохія у Сирії, що входить до складу району Дайр-ез-Заур провінції Дайр-ез-Заур. Адміністративний центр — м. Мухасан.
До нохії належать такі поселення:
- Аль Абдуф → (Al ‘Abd);
- Альбу Мойят → (Albu Mu`ayt);
- Мухасан → (Muhasan);
- Катат Альбу Леїль → (Qaţ‘at Ālbū Layl);
- Табіят Шамія → (Tabiyet Shamiyeh);
- Тубу → (Aţ Ţūb)

| Сирія | Це незавершена стаття з географії Сирії. Ви можете допомогти проєкту, виправивши або дописавши її. |